# كاظم سمندر
كاظم سمندر توفي عام 1918، المعروف باسم سمندر، كان من أتباع بهاء الله البارزين، مؤسس الدين البهائي. ولد في عائلة بهائية بارزة في قزوين من أصول بابية وشيخية. كان محبوباً من قبل حضرة بهاءالله، و حُدد كواحد من رسله التسعة عشر.

## وقت مبكر من الحياة
وُلِد سمندر باسم محمد كاظم قزويني في فبراير 1844 في قزوين، وهو الابن الأكبر الباقي على قيد الحياة للشيخ محمد قزويني. كان الشيخ محمد من البابيين الأوائل ثم اعتنق البهائية فيما بعد. كان والده معقلاً في قزوين وتمكن من مقابلة الباب الذي كان مسجوناً آنذاك في ماه كو. وفي وقت لاحق، أطلق حضرة بهاءالله على الشيخ محمد لقب نبيل. سمي على اسم السيد كاظم الذي كانت عائلته تربطها به علاقات وثيقة. وكانت أمه من تلاميذ الطاهرة. كان سمندر من عائلة تجارية ثرية، وكان الشيخ محمد قزويني قد حقق نجاحًا في الأعمال التجارية. كان بهائيًا متدينًا منذ سن مبكرة، وكان يتذكر بوضوح أيام الاضطهاد عندما كان صبيًا صغيرًا.

## الشهرة
كان سمندر يعيش في قزوين عندما بدأت مجموعة من الأزاليين النشطين للغاية في التشكيك في بهاء الله ومطالباته. درس سمندر كتابات كل من أزالي وبهاءالله. وبعد ذلك أصبح مؤمنًا قويًا ببهاء الله، وكتب كتيبًا يندد بالأزاليين ويصرح بأنهم لا يبنون ادعاءاتهم على أي شيء. وقد حظيت الوثيقة بقراءة واسعة، وقللت من نفوذ الأزاليين في قزوين.
ثم أطلق بهاء الله على محمد كاظم القزويني اسم سمندر وهي كلمة فارسية تعني العنقاء. كما أرسل بهاءالله إلى سمندر العديد من الألواح والصلوات تكريماً له، ولا يزال الكثير منها موجوداً حتى الآن. ولعل أشهرها هو لوح فؤاد الذي كان موجهاً إلى سمندر. لقد عمل بلا كلل في تعليم الإيمان في بلاد فارس. سافر في جميع أنحاء إيران لتعليم الناس عن الدين البهائي ومبادئه. وكان عبد البهاء يتبادل المراسلات معه بانتظام.
كان لديه العديد من الأطفال؛ مزيج من الأولاد والبنات، والذين تزوجوا جميعًا من عائلات بهائية بارزة في بلاد فارس. من المحتمل أن يكون أشهر أطفاله هو ترازولالله السمندري، أحد أيدي الله. وفي عكا تزوجت ابنة سمندر ثريا خانوم من ابن حضرة بهاءالله الأصغر ميرزا ضياء الله. أصبحت لاحقًا كاسرة للعهد ومدمرة لساماندر. قام برحلتين للحج إلى عكا لزيارة حضرة بهاء الله والعائلة البهائية المقدسة (عبد البهاء، وآسية خانوم، وبهية خانوم، ومنيرة).

## موت
توفي سمندر في 5 فبراير 1918. ووصفه شوقي أفندي بأنه "شعلة محبة الله" وحدده كأحد رسل بهاء الله. وكان يُشار إلى مذكراته "تاريخ السمندر" بانتظام ويُنظر إليها على أنها مصدر قيم للتاريخ البهائي. أقاربه معروفون بلقب سامانداري.